# Philippe Mexès
Philippe Mexès (Toulouse, 30. ožujka 1982.) je bivši francuski nogometaš koji je igrao na poziciji 
braniča.

## Klupska karijera

### Auxerre
Mexès je započeo svoju karijeru u Auxerreu u dobi od 12 godina. Počeo je trenirati u Bastilli s mladom momčadi gdje je ubrzo postao jedan od ključnih igrača za mlađe sastave u kojima ih je kao kapetan doveo do mnogih osvojenih kupova. Sa seniorskom ekipom 2003. godine osvojio je francuski kup.

### Roma
Mexes je u lipnju 2004. potpisao četverogodišnji ugovor s Romom. Roma je kasnije proglašena krivim za zloupotrebu zato što AJ Auxerre, Mexesov prijašnji klub, nije pristao na transfer, nego je to bila isključivo odluka samog Mexesa. Nakon toga je Mexes dobio suspenziju, ali je ona na neko vrijeme ukinuta. Mexes je 12. rujna 2004. odigrao svoju prvu utakmicu u Serie A protiv Fiorentine. U veljači 2005. žalba na šest tjedana zabrane je odbijena, a Mexes je bio suspendiran do travnja.
Nakon teške prve sezone s novim klubom, Mexes je sezonu 2005./06. započeo na klupi. Romino nedolično ponašanje pri transferu Mexesa je dovelo do toga da klubu 2005. bude zabranjeno kupovanje bilo kakvih novih igrača, osim igrača bez klubova. Kako klub nije kupio nijednog novog igrača zbog zabrane, Mexes je postao ključan igrač za momčad trenera Luciana Spallettija. Mexes je odigrao devet od deset utakmica Rome u UEFA-inim natjecanjima. Također je igrao i u finalu Coppa Italije u sezoni 2005./06. Roma je sezonu završila na petom mjestu, ali zbog talijanskog nogometnog skandala 2006. dodijeljeno im je drugo mjesto, čime je Romi omogućena direktna kvalifikacija u grupnu fazu Lige prvaka.
Kao jedan od ključnih Rominih igrača, Mexes je formirao snažnu obrambenu liniju s Christianom Chivuom. Klub je dospio do četvrtfinala Lige prvaka. U finalu Coppa Italije su se ponovo susreli s Interom, a titulu je odnijela Roma koja ja pobijedila s ukupnim rezultatom 7:4 iz dvije utakmice.
Mexes je potpisao novi petogodišnji ugovor s Romom prema kojem će u prvoj godini zaraditi 4,5 milijuna eura. Giallorossi su drugu godinu zaredom dostigli četvrtfinale Lige prvaka, ali su izgubili od Manchester Uniteda, koji je na kraju osvojio naslov Lige prvaka. Roma je u Serie A završila druga iza Intera, a dvije momčadi je dijelilo samo tri boda. U finalu Coppa Italije 2008. Mexes je zabio prvi gol za Romu, a Giallorossi su na kraju pobijedili 2:1, čime su obranili naslov.
3. travnja 2011. u ligaškoj utakmici protiv Juventusa, Mexes je morao biti zamijenjen rano u drugom poluvremenu zbog ozljede lijevog koljena. Nakon utakmice, otkriveno je da su mu oštećeni križni ligamenti. Dva dana nakon ozljede, koljeno mu je uspješno operirano. U intervjuu nakon operacije, Mexes je odgovorio na špekulacije o tome da mu je utakmica protiv Juventusa bila posljednja za Romu. Pošto mu je ugovor isticao u lipnju 2011. Mexes je dao naslutiti da će napustiti Romu, a najvjerojatnije da će potpisat za momčad Milana.

### Milan
Dana 10. svibnja 2011. godine izvršni direktor Milana Adriano Galliani je izjavio "Philippe Mexes će igrati za Milan iduće sezone". Mexesu je uručen dres s brojem pet, istim koji je imao u Romi. 26. listopada 2011. ostvario je svoj debi za Milan u Serie A utakmici protiv Parme, koju je Milan pobijedio 4:1. Svoj prvi gol za Milan je zabio 21. studenog 2012. godine spektakularnim škaricama s 20 metara u utakmici Lige prvaka protiv RSC Anderlechta. Silvio Berlusconi je u svibnju 2016. godine izjavio da će Mexès napustiti Milan krajem sezone.

## Reprezentativna karijera
Mexes je igrao za U-18 i U-21 reprezentacije Francuske, a u kolovozu 2002. godine se uspio izboriti za mjesto u seniorskoj reprezentaciji, ali tijekom ere Raymonda Domenecha rijetko je bio pozivan. Također nije uspio izboriti mjesto u ekipi tijekom UEFA EURA 2004. Ipak je pozvan na prijateljsku utakmicu Francuske protiv reprezentacije Bosne i Hercegovine. Nije pozvan ni na sljedeća dva svjetska prvenstva; 2006. u Njemačkoj i 2010. u Južnoj Africi. Nakon Svjetskog prvenstva 2010. Laurent Blanc je imenovan za novog izbornika reprezentacije, a Mexes je odigrao prvih pet utakmica Blancove ere. 25. ožujka 2011. postigao je svoj prvi gol za reprezentaciju u prijateljskom utakmici protiv Luksemburga.
Na kraju je uspio izboriti svoje prvo veliko natjecanje, nakon što je pozvan u Blancovu momčad za EURO 2012. Nakon Europskog prvenstva je Francuz napustio reprezentaciju.

## Priznanja

### Klupska
- Auxerre
  - Coupe de France: 2003.

- Roma
  - Coppa Italia: 2007., 2008.

- Milan
  - Supercoppa Italiana: 2011.

### Reprezentativna
- Europsko prvenstvo U-18 zlatna medalja: 2000.
- FIFA Konfederacijski kup: 2003.

### Pojedinačna
- France Football "Mlada nada godine": 2000.
- Ligue 1 Momčad godine: 2002./03.

## Statistika

### Klupska statistika
Ažurirano 2. travnja 2013.
| Klub            | Sezona          | Liga    | Liga   | Kup     | Kup    | Europa  | Europa | Ukupno  | Ukupno |
| Klub            | Sezona          | Nastupi | Golovi | Nastupi | Golovi | Nastupi | Golovi | Nastupi | Golovi |
| --------------- | --------------- | ------- | ------ | ------- | ------ | ------- | ------ | ------- | ------ |
| Auxerre         | 1999./2000.     | 5       | 0      | 1       | 0      | 0       | 0      | 6       | 0      |
| Auxerre         | 2000./01.       | 32      | 0      | 4       | 0      | 3       | 0      | 39      | 0      |
| Auxerre         | 2001./02.       | 30      | 3      | 2       | 0      | –       | –      | 32      | 3      |
| Auxerre         | 2002./03.       | 34      | 1      | 4       | 0      | 11      | 0      | 49      | 1      |
| Auxerre         | 2003./04.       | 32      | 3      | 5       | 0      | 8       | 1      | 45      | 4      |
| Auxerre         | Ukupno          | 133     | 7      | 16      | 0      | 22      | 1      | 171     | 8      |
| Roma            | 2004./05.       | 28      | 0      | 6       | 1      | 3       | 0      | 37      | 1      |
| Roma            | 2005./06.       | 27      | 3      | 7       | 0      | 9       | 0      | 43      | 3      |
| Roma            | 2006./07.       | 27      | 3      | 7       | 0      | 7       | 0      | 41      | 3      |
| Roma            | 2007./08.       | 31      | 1      | 5       | 1      | 9       | 0      | 45      | 2      |
| Roma            | 2008./09.       | 29      | 2      | 3       | 0      | 6       | 0      | 38      | 2      |
| Roma            | 2009./10.       | 19      | 1      | 4       | 1      | 9       | 0      | 32      | 2      |
| Roma            | 2010./11.       | 22      | 1      | 3       | 0      | 6       | 1      | 31      | 2      |
| Roma            | Ukupno          | 183     | 11     | 35      | 3      | 49      | 1      | 267     | 15     |
| Milan           | 2011./12.       | 14      | 0      | 4       | 0      | 6       | 0      | 24      | 0      |
| Milan           | 2012./13.       | 16      | 0      | 1       | 0      | 5       | 1      | 22      | 1      |
| Milan           | Ukupno          | 30      | 0      | 5       | 0      | 11      | 1      | 46      | 1      |
| Karijera ukupno | Karijera ukupno | 346     | 18     | 56      | 3      | 81      | 3      | 484     | 24     |

### Reprezentativna statistika
Ažurirano 2. travnja 2013.
| Francuska nogometna reprezentacija | Francuska nogometna reprezentacija | Francuska nogometna reprezentacija |
| Godina                             | Nastupi                            | Golovi                             |
| ---------------------------------- | ---------------------------------- | ---------------------------------- |
| 2002.                              | 2                                  | 0                                  |
| 2003.                              | 3                                  | 0                                  |
| 2004.                              | 1                                  | 0                                  |
| 2005.                              | 0                                  | 0                                  |
| 2006.                              | 0                                  | 0                                  |
| 2007.                              | 2                                  | 0                                  |
| 2008.                              | 3                                  | 0                                  |
| 2009.                              | 2                                  | 0                                  |
| 2010.                              | 6                                  | 0                                  |
| 2011.                              | 3                                  | 1                                  |
| 2012.                              | 7                                  | 0                                  |
| Ukupno                             | 29                                 | 1                                  |

### Reprezentativni golovi
| # | Nadnevak         | Mjesto                         | Protivnik  | Gol   | Rezultat | Natjecanje              |
| - | ---------------- | ------------------------------ | ---------- | ----- | -------- | ----------------------- |
| 1 | 25. ožujka 2011. | Stade Josy Barthel, Luxembourg | Luksemburg | 0 : 1 | 0 : 2    | EURO 2012 kvalifikacije |

## Vanjske poveznice
- Philippe Mexes statistika  Arhivirana inačica izvorne stranice od 2. veljače 2009. (Wayback Machine)
- UEFA profil
- FIFA profil  Arhivirana inačica izvorne stranice od 10. prosinca 2013. (Wayback Machine)